# Buccochromis oculatus
Buccochromis oculatus е вид бодлоперка от семейство Цихлиди (Cichlidae).

## Разпространение
Видът е разпространен в Малави, Мозамбик и Танзания.

## Описание
На дължина достигат до 28 cm.